# Campo Belo (metropolitana di San Paolo)
Campo Belo è una stazione della linea 5 della metropolitana di San Paolo. Si trova sotto l'incrocio tra le avenidas Jornalista Roberto Marinho e Santo Amaro, nel quartiere di Brooklin, al confine tra i distretti di Campo Belo e Itaim Bibi.

## Storia
La stazione è stata inaugurata l'8 aprile 2019.

## Interscambi
Nelle vicinanze della stazione effettuano fermata diverse linee di autobus urbani e interurbani.
- Fermata autobus

## Servizi
La stazione dispone di:
- Accessibilità per portatori di handicap
- Ascensori
- Scale mobili
- Biglietteria a sportello
- Biglietteria automatica